# Beuzeville-la-Bastille
Beuzeville-la-Bastille är en kommun i departementet Manche i regionen Normandie i norra Frankrike. Kommunen ligger i kantonen Sainte-Mère-Église som tillhör arrondissementet Cherbourg. År 2022 hade Beuzeville-la-Bastille 147 invånare.

## Befolkningsutveckling
Antalet invånare i kommunen Beuzeville-la-Bastille
| Referens: INSEE |